# Багомедов, Расул Мусаевич
Расул Мусаевич Багомедов (20 мая 1932, с. Меусиша, Дахадаевский район, Дагестанская АССР — 7 января 2024) — советский и российский даргинский педагог, поэт, прозаик, переводчик, журналист и публицист. 
Расул Багомедов — Заслуженный учитель Российской Федерации (2009), Почётный работник общего образования РФ, член Союза писателей России, Народный поэт Республики Дагестан (2018 год), Заслуженный работник культуры Республики Дагестан, победитель конкурса лучших учителей РФ, обладатель звания «Учитель-методист», ветеран труда.

## Переводы на иностранные языки
Книги Расула Багомедова переведены на русский, аварский, кумыкский, лакский, лезгинский, табасаранский и цахурский языки.

## Переводы Расула Багомедова
Расул Мусаевич перевел на даргинский язык стихи известных русских поэтов А.С. Пушкина, М.Ю. Лермонтова и Н.А. Некрасова.

## Награды
- Орден «За заслуги перед Республикой Дагестан» (14 сентября 2022 года) — за достигнутые трудовые успехи и многолетнюю добросовестную работу[4]
- Заслуженный учитель Российской Федерации (11 октября 2009 года) — за заслуги в педагогической и воспитательной деятельности и многолетний добросовестный труд[5].
- Народный поэт Республики Дагестан (2018 год).
- Заслуженный работник культуры Республики Дагестан.
- Почётный работник общего образования Российской Федерации.